# Marten Arens
Marten Arens, auch Arians, (geboren vermutlich in Delft; gestorben um den 14. September und den 17. September 1575 in Emden) war ein niederländischer Zimmermann.

## Leben und Wirken
Arens, der in Delft vielleicht bei Willem Danielsz van Tetrode (c. 1525–1580) gelernt hatte, gestaltete von 1561 bis 1564 den Antwerpener Stadtpalast mit. Von 1564 bis 1565 war er beim Bau des Rathauses von Den Haag beschäftigt. Zu einem unbekannten Zeitpunkt zwischen 1566 und 1571 ging er von Delft nach Emden, wo er erstmals am 18. März 1571 dokumentiert ist. Während dieser Zeit arbeitete er für die neue Geschützgiesserei, die seit zwei Jahren existierte. In der Folgezeit war er für die Stadt Emden als Zimmermann tätig. So reparierte er 1573 die alte Bonness-Mühle, die er 1754 abbrach und auf dem Gelbmühlenzwinger neu errichtete.
Am 7. März 1574 erließ Wilhelm von Oranien ein Mandat, demzufolge alle Niederländer, die vor den Spaniern geflohen waren, zurückzukommen hatten. Die Missachtung der Anweisung war stand unter Strafe. Im April und Mai 1574 kehrten daher 3000 Personen aus Emden und dem Umland in die Niederlande zurück. Der Magistrat von Emdem bat den Bürgermeister und Rat von Delft, Arens von diesem Mandat auszunehmen. Als Grund führten sie an, dass Martens bereits seit vielen Jahren als Stadtzimmermann arbeite und für den Bau des neuen Rathauses unbedingt benötigt werde.
Arens musste daher nicht in die Niederlande zurückgehen. Er konzentrierte sich danach offenbar voll auf den Bau des Rathauses in den
Rathausbau, das nach der Grundsteinlegung durch Bürgermeister Petrus Medmann ab dem 10. Juni 1574 entstand. Ältere Literatur nennt Arens als Baumeister des Emdener Rathauses; Friedrich Ritter korrigierte dies später. Seiner Ansicht nach war Arens lediglich als Zimmermann tätig und plante und übernahm nur umfangreiche Holzarbeiten. Tatsächlich sei Laurens van Steenwinkel der wirkliche Baumeister gewesen.
Ab dem 8. November 1574 arbeitete Arens am hölzernen Turm des Gebäudes, den er nicht fertigstellen konnte. Im Jahr 1575 kam es in Emden zu einem außergewöhnlichen starken Ausbruch der Pest, an der sich auch Martens infizierte und starb. Am 24. April 1576 bekam seine ehemalige Ehefrau das Honorar für die von ihrem verstorbenen Gatten erstellten Entwurfszeichnung des Rathausturmes ausbezahlt.
Die künstlerische Bedeutung von Marten Arens wurde lange Zeit überbewertet. Heute ist diese eher anzuzweifeln.